# Waardevast
Een uitkering of vordering is waardevast als de ontvanger c.q. bezitter daarvan dezelfde hoeveelheid goederen kan blijven kopen - dus als het nominale bedrag wordt geïndexeerd met de inflatie (prijsstijgingen). Daarnaast wordt het begrip welvaartsvast gehanteerd voor het mee stijgen van de nominale waarde met de lonen.
In Nederland wordt het begrip waardevast vooral gebruikt bij de beoordeling van pensioenuitkeringen. Als gevolg van de voortdurende inflatie verliezen immers nominaal gelijkblijvende uitkeringen, zoals bijvoorbeeld lijfrenten, voortdurend aan waarde. De waardevastheid van de AOW wordt gefinancierd doordat de premie met de inflatie meestijgt en - voor het gefiscaliseerde deel van de premie - uit de algemene middelen van de overheid. 
Tweede pijler pensioenfondsen trachten hun uitkeringen te indexeren door hun kapitaal te beleggen. Die indexatie is gekoppeld aan de lonen van de beroepsgroep die het fonds bedient. Zo is de indexatie van het ABP gekoppeld aan de ambtenarenlonen. Beleggen brengt risico met zich mee, zodat de indexatie in Nederland niet gegarandeerd is. Alleen het nominale pensioen is gegarandeerd. Bij een eindloonsysteem wordt het risico van indexatie gedragen door de gepensioneerden; bij een middelloonsysteem is het risico van indexatie verdeeld over alle rechthebbenden. Sommige beroepspensioenfondsen hebben zich vastgelegd op een vaste onvoorwaardelijke indexatie. Dit heeft tot gevolg dat jongeren langer dan ouderen van deze gegarandeerde verhoging profiteren; zo pakt in dit systeem de doorsneepremie goed uit voor alle generaties.
Risico lopen is voor pensioenfondsen niet alleen onvermijdelijk, maar ook positief. Door het innen van de "risicopremie" op beleggingen kan de indexatie worden gefinancierd. Het risico kan in een collectief pensioensysteem op verschillende manieren worden bestreden. De meest gebruikte techniek is diversificatie van de beleggingen. Andere technieken zijn hedging en het aanpassen van de beleggingen op de verplichtingen. Deze laatste technieken kosten gewoonlijk rendement, waardoor het nominale pensioen weer aangetast wordt.
In een aantal landen bestaan ook waardevaste indexleningen met een lage basisrente, aangevuld met een compensatie voor inflatie. In principe zouden deze "index-linked" obligaties een perfecte dekking van het inflatierisico zijn. Ze zijn echter gekoppeld aan de prijsinflatie van het uitgevende land, die gewoonlijk anders zal zijn dan de looninflatie in de sector die het kopende pensioenfonds bedient, zodat het inflatierisico niet volledig is afgedekt. Bovendien zijn ze nogal schaars en daardoor relatief duur, wat ze een onaantrekkelijke belegging maakt.